# اچ‌ام‌اس مانلی (۱۸۱۲)
اچ‌ام‌اس مانلی (۱۸۱۲) (به انگلیسی: HMS Manly (1812)) یک کشتی بود که طول آن ۸۴ فوت ۱ اینچ (۲۵٫۶ متر) بود. این کشتی در سال ۱۸۱۲ ساخته شد.